# Turn Around & Count 2 Ten
«Turn Around & Count 2 Ten» —en español: «Date la vuelta y cuenta hasta diez»— es el sencillo principal de la banda británica Dead or Alive, para su cuarto álbum de estudio, Nude. A pesar de que su éxito en la UK Singles Chart estuvo limitado al top 100 (septuagésima posición), la canción alcanzó la segunda posición en la ista US Hot Dance Club Songs, así como la primera durante 17 semanas en Japón.

## Lista de canciones
UK CD Single – 1988, Epic (BURNS C4)
1. "Turn Around & Count 2 Ten" (7" Version) – 4ː52
2. "Something in My House" (Instru-Mental Mix) – 3ː34
3. "Turn Around & Count 2 Ten" (The Pearl and Dean "I Love" BPM Mix) – 8ː38
4. "Turn Around & Count 2 Ten" (Instru-Mental Mix) – 3ː00

## Rendimiento en las listas
| Lista (1988)                        | Mejor posición |
| ----------------------------------- | -------------- |
| Australian Singles Chart            | 30             |
| Japanese Singles Chart              | 1              |
| UK Singles Chart                    | 70             |
| U.S. Billboard Hot Dance Club Songs | 2              |

- Datos: Q4000675